# Copa Libertadores 1982
Die Copa Libertadores 1982 war die 23. Auflage des wichtigsten südamerikanischen Fußballwettbewerbs für Vereinsmannschaften. 21 Mannschaften nahmen teil. Es nahmen jeweils die Landesmeister der CONMEBOL-Länder und die Zweiten teil. Das Teilnehmerfeld komplettierte Titelverteidiger Flamengo Rio de Janeiro aus Rio de Janeiro. Das Turnier begann am 7. März und endete am 30. November 1982 mit dem Final-Rückspiel. Der uruguayische Vertreter Club Atlético Peñarol gewann das Finale gegen CD Cobreloa und zum vierten Mal die Copa Libertadores.

## 1. Gruppenphase

### Gruppe 1
| Pl. | Verein                 | Sp. | S | U | N | Tore    | Diff. | Punkte |
| --- | ---------------------- | --- | - | - | - | ------- | ----- | ------ |
| 1.  | River Plate            | 6   | 5 | 1 | 0 | 008:100 | +7    | 11     |
| 2.  | Club The Strongest     | 6   | 2 | 1 | 3 | 005:800 | −3    | 05     |
| 3.  | Club Jorge Wilstermann | 6   | 1 | 2 | 3 | 005:700 | −2    | 04     |
| 4.  | Boca Juniors           | 6   | 1 | 2 | 3 | 003:500 | −2    | 04     |

|                        |   |                    | Hinspiel | Rückspiel |
| ---------------------- | - | ------------------ | -------- | --------- |
| Club Jorge Wilstermann | - | Boca Juniors       | 1:0      | 2:2       |
| Club The Strongest     | - | River Plate        | 0:1      | 1:4       |
| Boca Juniors           | - | River Plate        | 0:0      | 0:1       |
| The Strongest La Paz   | - | Boca Juniors       | 1:0      | 0:1       |
| Club Jorge Wilstermann | - | Club The Strongest | 1:2      | 1:1       |
| Club Jorge Wilstermann | - | River Plate        | 0:1      | 0:1       |

### Gruppe 2
| Pl. | Verein                | Sp. | S | U | N | Tore    | Diff. | Punkte |
| --- | --------------------- | --- | - | - | - | ------- | ----- | ------ |
| 1.  | Club Atlético Peñarol | 6   | 4 | 1 | 1 | 007:300 | +4    | 09     |
| 2.  | FC São Paulo          | 6   | 2 | 2 | 2 | 007:600 | +1    | 06     |
| 3.  | Grêmio Porto Alegre   | 6   | 1 | 3 | 2 | 006:600 | ±0    | 05     |
| 4.  | Defensor Sporting     | 6   | 1 | 2 | 3 | 004:900 | −5    | 04     |

|                       |   |                     | Hinspiel | Rückspiel |
| --------------------- | - | ------------------- | -------- | --------- |
| Club Atlético Peñarol | - | Defensor Sporting   | 3:0      | 0:0       |
| FC São Paulo          | - | Grêmio Porto Alegre | 2:2      | 0:0       |
| Defensor Sporting     | - | FC São Paulo        | 1:3      | 1:2       |
| Club Atlético Peñarol | - | FC São Paulo        | 1:0      | 1:0       |
| Defensor Sporting     | - | Grêmio Porto Alegre | 0:0      | 2:1       |
| Club Atlético Peñarol | - | Grêmio Porto Alegre | 1:0      | 1:3       |

### Gruppe 3
| Pl. | Verein                | Sp. | S | U | N | Tore    | Diff. | Punkte |
| --- | --------------------- | --- | - | - | - | ------- | ----- | ------ |
| 1.  | Deportes Tolima       | 6   | 3 | 3 | 0 | 009:300 | +6    | 09     |
| 2.  | Atlético Nacional     | 6   | 3 | 2 | 1 | 006:400 | +2    | 08     |
| 3.  | Estudiantes de Mérida | 6   | 1 | 2 | 3 | 003:700 | −4    | 04     |
| 4.  | Deportivo Táchira FC  | 6   | 0 | 3 | 3 | 002:600 | −4    | 03     |

|                       |   |                       | Hinspiel | Rückspiel |
| --------------------- | - | --------------------- | -------- | --------- |
| Deportivo Táchira FC  | - | Estudiantes de Mérida | 0:0      | 0:1       |
| Atlético Nacional     | - | Deportes Tolima       | 0:3      | 0:0       |
| Estudiantes de Mérida | - | Atlético Nacional     | 1:3      | 0:2       |
| Deportivo Táchira FC  | - | Deportes Tolima       | 0:2      | 2:2       |
| Estudiantes de Mérida | - | Deportes Tolima       | 1:1      | 0:1       |
| Deportivo Táchira FC  | - | Atlético Nacional     | 0:0      | 0:1       |

### Gruppe 4
| Pl. | Verein                  | Sp. | S | U | N | Tore    | Diff. | Punkte |
| --- | ----------------------- | --- | - | - | - | ------- | ----- | ------ |
| 1.  | CD Cobreloa             | 6   | 3 | 3 | 0 | 009:200 | +7    | 09     |
| 2.  | CSD Colo-Colo           | 6   | 3 | 2 | 1 | 008:500 | +3    | 08     |
| 3.  | LDU Quito               | 6   | 1 | 2 | 3 | 008:120 | −4    | 04     |
| 4.  | Barcelona Sporting Club | 6   | 1 | 1 | 4 | 008:140 | −6    | 03     |

|                         |   |               | Hinspiel | Rückspiel |
| ----------------------- | - | ------------- | -------- | --------- |
| Barcelona Sporting Club | - | Liga de Quito | 4:1      | 2:4       |
| CSD Colo-Colo           | - | CD Cobreloa   | 0:0      | 0:2       |
| Liga de Quito           | - | CSD Colo-Colo | 2:2      | 0:1       |
| Barcelona Sporting Club | - | CD Cobreloa   | 1:1      | 0:3       |
| Liga de Quito           | - | CD Cobreloa   | 0:0      | 1:3       |
| Barcelona Sporting Club | - | CSD Colo-Colo | 1:3      | 0:2       |

### Gruppe 5
| Pl. | Verein              | Sp. | S | U | N | Tore    | Diff. | Punkte |
| --- | ------------------- | --- | - | - | - | ------- | ----- | ------ |
| 1.  | Club Olimpia        | 6   | 4 | 2 | 0 | 012:300 | +9    | 10     |
| 2.  | FBC Melgar          | 6   | 4 | 0 | 2 | 009:100 | −1    | 08     |
| 3.  | Club Sol de América | 6   | 2 | 2 | 2 | 009:800 | +1    | 06     |
| 4.  | Deportivo Municipal | 6   | 0 | 0 | 6 | 003:120 | −9    | 0      |

|                     |   |                     | Hinspiel | Rückspiel |
| ------------------- | - | ------------------- | -------- | --------- |
| FBC Melgar          | - | Deportivo Municipal | 2:1      | 2:0       |
| Club Olimpia        | - | Club Sol de América | 1:1      | 1:1       |
| Deportivo Municipal | - | Club Olimpia        | 1:2      | 0:1       |
| FBC Melgar          | - | Club Olimpia        | 0:3      | 0:4       |
| Deportivo Municipal | - | Club Sol de América | 0:3      | 1:2       |
| FBC Melgar          | - | Club Sol de América | 3:2      | 2:0       |

## 2. Gruppenphase

### Gruppe 1
| Pl. | Verein                  | Sp. | S | U | N | Tore    | Diff. | Punkte |
| --- | ----------------------- | --- | - | - | - | ------- | ----- | ------ |
| 1.  | Club Atlético Peñarol   | 4   | 4 | 0 | 0 | 008:300 | +5    | 08     |
| 2.  | Flamengo Rio de Janeiro | 4   | 2 | 0 | 2 | 007:400 | +3    | 04     |
| 3.  | River Plate             | 4   | 0 | 0 | 4 | 005:130 | −8    | 0      |

|                       |   |                         | Hinspiel | Rückspiel |
| --------------------- | - | ----------------------- | -------- | --------- |
| Club Atlético Peñarol | - | Flamengo Rio de Janeiro | 1:0      | 1:0       |
| River Plate           | - | Flamengo Rio de Janeiro | 0:3      | 2:4       |
| River Plate           | - | Club Atlético Peñarol   | 2:4      | 1:2       |

### Gruppe 2
| Pl. | Verein          | Sp. | S | U | N | Tore    | Diff. | Punkte |
| --- | --------------- | --- | - | - | - | ------- | ----- | ------ |
| 1.  | CD Cobreloa     | 4   | 2 | 1 | 1 | 005:200 | +3    | 05     |
| 2.  | Club Olimpia    | 4   | 1 | 2 | 1 | 004:300 | +1    | 04     |
| 3.  | Deportes Tolima | 4   | 1 | 1 | 2 | 002:600 | −4    | 03     |

|                 |   |              | Hinspiel | Rückspiel |
| --------------- | - | ------------ | -------- | --------- |
| Deportes Tolima | - | CD Cobreloa  | 1:0      | 0:3       |
| Deportes Tolima | - | Club Olimpia | 1:1      | 0:2       |
| Club Olimpia    | - | CD Cobreloa  | 1:1      | 0:1       |

## Finale

### Hinspiel
| Club Atlético Peñarol                                         | Club Atlético Peñarol | CD Cobreloa | CD Cobreloa |
| ------------------------------------------------------------- | --- | --- | ----------- |
| Club Atlético Peñarol                                         | \| 26. November 1982 in Montevideo, Uruguay (Estadio Centenario) \| \| Ergebnis: 0:0 \| \| Zuschauer: 55.200 \| \| Schiedsrichter: José de Assis Aragão ( Brasilien) \|                                       | \| 26. November 1982 in Montevideo, Uruguay (Estadio Centenario) \| \| Ergebnis: 0:0 \| \| Zuschauer: 55.200 \| \| Schiedsrichter: José de Assis Aragão ( Brasilien) \|                                                                       | CD Cobreloa |
| Club Atlético Peñarol                                         | Gustavo Fernández – Walter Olivera, Nelson Gutiérrez, Víctor Diogo, Miguel Bossio, Juan Morales, Venancio Ramos, Mario Saralegui, Fernando Morena, Jair, Walkir Silva (62. Coquito) Cheftrainer: Hugo Bagnulo | Óscar Wirth – Mario Soto, Eduardo Gómez, Hugo Tabilo, Armando Alarcón, Enzo Escobar, Juan Carlos Letelier, Víctor Merello (71. Héctor Puebla), Jorge Siviero, Rubén Gómez, Washington Olivera (76. Hugo Rubio) Cheftrainer: Vicente Cantatore | CD Cobreloa |
| 26. November 1982 in Montevideo, Uruguay (Estadio Centenario) | | |             |
| Ergebnis: 0:0                                                 | | |             |
| Zuschauer: 55.200                                             | | |             |
| Schiedsrichter: José de Assis Aragão ( Brasilien)             | | |             |

### Rückspiel
| CD Cobreloa                                             | CD Cobreloa | Club Atlético Peñarol | Club Atlético Peñarol |
| ------------------------------------------------------- | --- | --- | --------------------- |
| CD Cobreloa                                             | \| 30. November 1982 in Santiago, Chile (Estadio Nacional) \| \| Ergebnis: 0:1 (0:0) \| \| Zuschauer: 70.400 \| \| Schiedsrichter: Jorge Romero ( Argentinien) \|                                                                               | \| 30. November 1982 in Santiago, Chile (Estadio Nacional) \| \| Ergebnis: 0:1 (0:0) \| \| Zuschauer: 70.400 \| \| Schiedsrichter: Jorge Romero ( Argentinien) \|                                               | Club Atlético Peñarol |
| CD Cobreloa                                             | Óscar Wirth – Eduardo Gómez, Mario Soto, Hugo Tabilo (57. Sergio Martínez), Armando Alarcón, Enzo Escobar, Hugo Rubio, Víctor Merello, Jorge Siviero, Rubén Gómez, Washington Olivera (57. Juan Carlos Letelier) Cheftrainer: Vicente Cantatore | Gustavo Fernández – Víctor Diogo, Nelson Gutiérrez, Walter Olivera, Juan Morales, Miguel Bossio, Mario Saralegui, Ernesto Vargas (32. Coquito), Jair, Fernando Morena, Venancio Ramos Cheftrainer: Hugo Bagnulo | Club Atlético Peñarol |
| CD Cobreloa                                             | 0:1 Fernando Morena (89.) | | Club Atlético Peñarol |
| 30. November 1982 in Santiago, Chile (Estadio Nacional) | | |                       |
| Ergebnis: 0:1 (0:0)                                     | | |                       |
| Zuschauer: 70.400                                       | | |                       |
| Schiedsrichter: Jorge Romero ( Argentinien)             | | |                       |